# Цопкало, Раиса Георгиевна
Раиса Георгиевна Цопкало (в девичестве — Быхало) (07.04.1926 — 03.04.2014) — звеньевая виноградарского совхоза имени Молотова Министерства пищевой промышленности СССР, Анапский район Краснодарского края. Герой Социалистического Труда.

## Биография
Родилась 7 апреля 1926 года в станице Гостагаевской Черноморского округа Северо-Кавказского края, ныне Анапского района Краснодарского края. Русская.
С юных лет Рая Быхало трудилась на виноградниках местного виноградарского совхоза имени Молотова Анапского района. После освобождения Кубани от немецко-фашистских захватчиков участвовала в восстановлении полностью разрушенного в период оккупации совхозного хозяйства.
Позже она возглавила виноградарское звено в 4-м отделении совхоза, которое по итогам работы в 1949 году получило урожай винограда 123,1 центнера с гектара на площади 10 гектаров.
Указом Президиума Верховного Совета СССР от 26 сентября 1950 года за получение высоких урожаев винограда в 1949 году Быхало Раисе Георгиевне присвоено звание Героя Социалистического Труда с вручением ордена Ленина и золотой медали «Серп и Молот».
Этим же указом ещё 19 тружеников совхоза имени Молотова были удостоены высокого звания, в том числе и директор П. В. Яворский.
В последующие годы звено Раисы Цопкало (в замужестве) продолжало собирать высокие урожаи солнечной ягоды в совхозе имени Ленина.
Проживала в родной станице Гостагаевская. Скончалась 3 апреля 2014 года, похоронена в Анапский район Краснодарского края.

## Награды
- Золотая медаль «Серп и Молот» (26.09.1950);
- Орден Ленина (26.09.1950).
- Медаль «За трудовую доблесть»
- Медаль «В ознаменование 100-летия со дня рождения Владимира Ильича Ленина» (6 апреля 1970)
- и другими

## Память
- В Краснодаре установлена мемориальная доска с именами Героев Социалистического Труда Кубани и Адыгеи